# Nagość (antropologia)
Nagość w antropologii biologicznej (fizycznej) oznacza wyróżniającą cechę ewolucyjną rodzaju Homo, polegającą na trwałym zaniku owłosienia.
Około 220 milionów lat temu u ssaków rozwinęły się włosy. Najbliżsi genetyczni krewni człowieka, małpy człekokształtne, a w szczególności szympansy, posiadają futro. Człowiek jest dziś jedynym naczelnym, który z natury jest nagi, to znaczy posiada mało owłosienia na dużych powierzchniach ciała. Dotychczas nie udało się uzyskać wiarygodnych informacji na temat ewolucji nagości u ludzi, ponieważ włosy nie tworzą skamieniałości. Naukowcy z Uniwersytetu Utah w 2004 roku odkryli receptor w ludzkim ciele, który produkuje białko wpływające na skórę; podejrzewają, że białko to ma za zadanie chronić skórę przed promieniowaniem słonecznym, co mogło stać się konieczne w wyniku utraty włosów. Do tego doszło najpóźniej 1,2 miliona lat temu.
Różne teorie próbują wyjaśnić ewolucyjny rozwój zaniku owłosienia u człowieka. Jedną z podstawowych funkcji gęstego owłosienia jest termoregulacja; z tego powodu długo przypuszczano, że wczesny człowiek ścigał swoje ofiary w wysokich temperaturach na długich dystansach, wobec czego ewolucyjnie pozbył się owłosienia, aby uniknąć ryzyka udaru cieplnego. Ta teoria jest częścią obalonej hipotezy sawanny. Z kolei zgodnie z wciąż nieobaloną teorią wodnej małpy człowiek przez pewien czas żył w pobliżu wody, w której mogły rozwinąć się te cechy, które są nietypowe dla organizmów żyjących głównie na lądzie, a które odróżniają człowieka od innych naczelnych: podskórna tkanka tłuszczowa, szczątkowe błony pławne, wyprostowana postawa oraz układ kończyn, który wydaje się optymalnie przystosowany do poruszania się w wodzie - a także mała ilość owłosienia.
Opanowanie ognia również mogło być czynnikiem kompensującym brak włosów. Nie można jednoznacznie ustalić, kiedy rodzaj Homo nauczył się ujarzmiać i kontrolować ogień. Najwcześniejsze znane palenisko znajduje się na północy Izraela w Geszer Benot Ja’akow. Ma ono około 790 tysięcy lat i mogło należeć do hominidów z gatunku Homo erectus lub Homo ergaster. Powszechnie uważa się, że Homo erectus był pierwszym gatunkiem rodzaju Homo, który opanował ogień. Należy również do pierwszych, które mogły chodzić w pozycji wyprostowanej i wykorzystywały polowanie jako kluczowy element zaopatrzenia w żywność. Wszystkie te trzy czynniki mogły przyczynić się do utraty włosów lub były częścią tego samego procesu rozwojowego. Innym wytłumaczeniem utraty futra mogłaby być mniejsza podatność na pasożyty żerujące we włosach.
Rozwój odzieży jest również rozumiany jako czynnik termoregulacyjny, który jednak prawdopodobnie nie jest bezpośrednio związany z utratą futra. Biolog David Reed uważa, że człowiek zaczął nosić ubrania dopiero około 170 tysięcy lat temu. Wesz odzieżowa jest bowiem rozwinięciem ludzkiej wszy głowowej, a do jej rozwoju doszło właśnie w tym czasie. Przyczyną mogła być epoka lodowcowa sprzed 180 tysięcy lat. Rozwój odzieży w tym okresie mógł przyczynić się do tego, że człowiek około 100 tysięcy lat temu rozprzestrzenił się na północ.